# Caspar-Vischer-Gymnasium
Das Caspar-Vischer-Gymnasium (kurz: CVG) ist ein Gymnasium in der bayerischen Kreisstadt Kulmbach.

## Geschichte

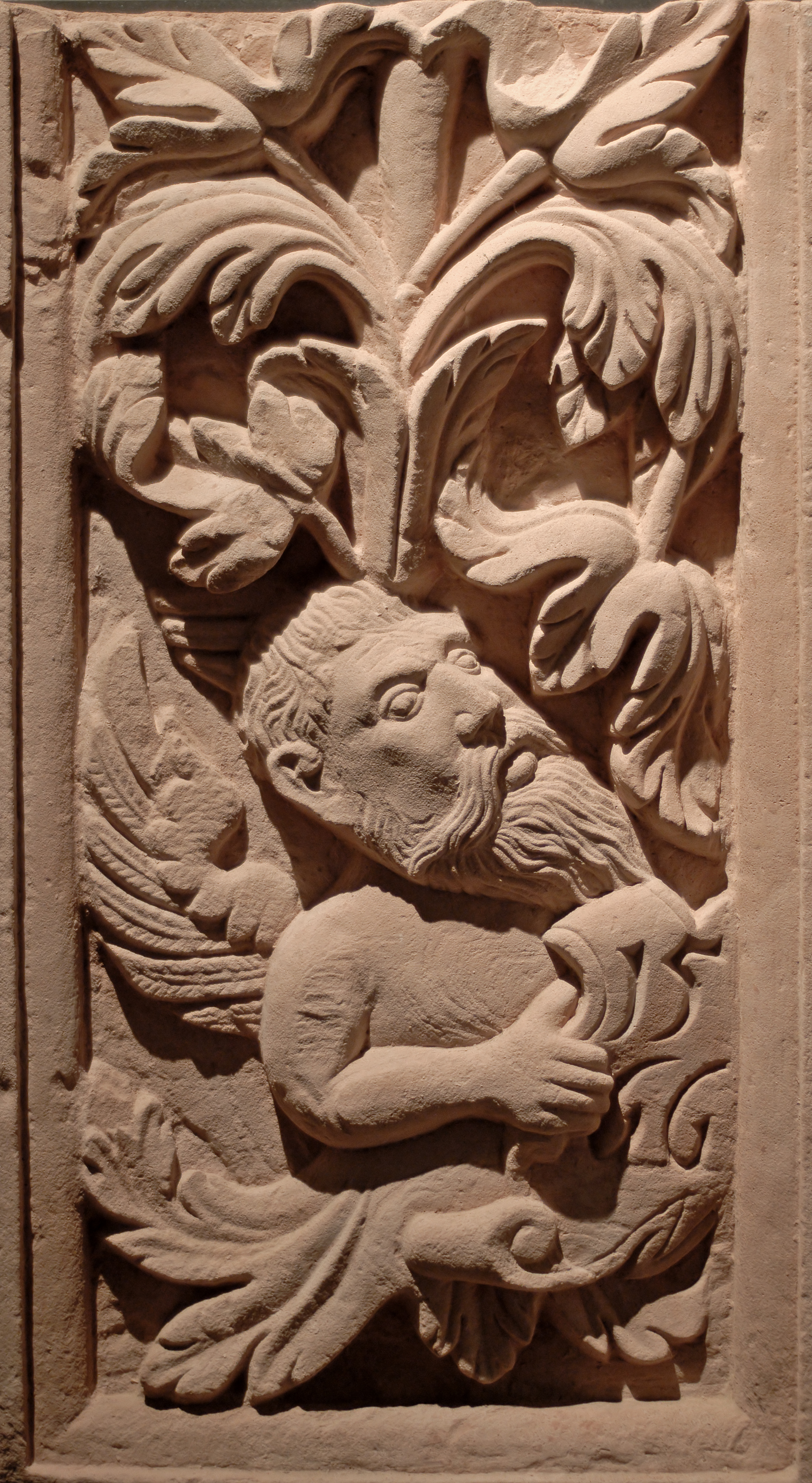
Caspar Vischer Relief

Das Caspar-Vischer-Gymnasium wurde 1893 als „Höhere Töchterschule“ gegründet und 1966 zum Mädchengymnasium umfirmiert. Im Jahr 1975 wurde die Schule in Caspar-Vischer-Gymnasium, nach dem in Kulmbach geborenen Architekten Caspar Vischer, umbenannt. Dieser baute unter Markgraf Georg Friedrich, nach dem das älteste Kulmbacher Gymnasium Markgraf-Georg-Friedrich-Gymnasium Kulmbach benannt ist, die Plassenburg zu Kulmbach wieder auf.
1968 wurde der sozialwissenschaftliche Zweig für Mädchen angeboten, diesen durften erst 1986 Jungen besuchen. Zuvor gab es für diese bereits 1976 den neusprachlichen Zweig und 1978 den wirtschaftswissenschaftlichen Zweig.

## Schulzweige
Die Schüler können zwischen drei verschiedenen Zweigen wählen:
- Sprachlicher Zweig (Englisch ab der fünften, Latein oder Französisch ab der sechsten und Spanisch ab der achten Klasse)
- Wirtschaftswissenschaftlicher Zweig (Wirtschaft und Recht und Wirtschaftsinformatik ab der achten Klasse)
- Sozialwissenschaftlicher Zweig (Sozialkunde und Sozialpraktische Grundbildung ab der achten Klasse)